# Селець-Біскупі
Селець-Біскупі (пол. Sielec Biskupi) — село в Польщі, у гміні Скальбмеж Казімерського повіту Свентокшиського воєводства.
Населення — 208 осіб (2011).
У 1975-1998 роках село належало до Келецького воєводства.

## Демографія
Демографічна структура на день 31 березня 2011 року:
|          | Загалом | Допрацездатний вік | Працездатний вік | Постпрацездатний вік |
| -------- | ------- | ------------------ | ---------------- | -------------------- |
| Чоловіки | 102     | 19                 | 69               | 14                   |
| Жінки    | 106     | 20                 | 58               | 28                   |
| Разом    | 208     | 39                 | 127              | 42                   |